# Contea di Fayette (Ohio)
La contea di Fayette (in inglese Fayette County) è una contea dello Stato USA dell'Ohio. Il nome le è stato dato in onore al marchese de La Fayette, che aiutò il generale George Washington nella guerra d'indipendenza americana. Al censimento del 2000 la popolazione era di 28 433 abitanti. Il suo capoluogo è Washington Court House.

## Geografia fisica
L'U.S. Census Bureau certifica che l'estensione della contea è di 1054 km², di cui 1053 km² composti da terra e i rimanenti 1 km² composti di acqua.

## Contee confinanti
- Contea di Madison (Ohio) - nord
- Contea di Pickaway (Ohio) - nord-est
- Contea di Ross (Ohio) - sud-est
- Contea di Highland (Ohio) - sud
- Contea di Clinton (Ohio) - sud-ovest
- Contea di Greene (Ohio) - nord-ovest

## Storia
La Contea di Fayette venne costituita il 1º marzo 1810.

## Località

### Municipalità
| - Bloomingburg - Jeffersonville - Milledgeville | - New Holland † - Octa - Washington Court House |

† New Holland si trova in parte nella Contea di Pickaway.

### Township
| - Concord - Green - Jasper - Jefferson - Madison | - Marion - Paint - Perry - Union - Wayne |

### Altra località
- Good Hope